# Adelaide d'Assia
Adelaide d'Assia (in tedesco Adelheid von Hessen, in polacco Adelajda Heska) (dopo il 1323 – dopo il 26 maggio 1371) è stata una nobile tedesca del Casato d'Assia per nascita e regina consorte di Polonia per matrimonio con Casimiro III di Polonia.
Era la figlia maggiore di Enrico II, langravio d'Assia, e di sua moglie Elisabetta di Turingia (1306–1367), figlia di Federico I, margravio di Meissen.

## Biografia

### Matrimonio
Il 29 settembre 1341 Adelaide sposò Casimiro il Grande e fu incoronata regina consorte di Polonia nella cattedrale di Poznań. 
Fu il secondo matrimonio di Casimiro e avvenne due anni dopo la morte della sua prima moglie, Aldona di Lituania. Dalla sua unione con Aldona erano nate due figlie, Elisabetta (1326–1361) e Cunegonda (1334–1357), ma nessun erede maschio.
All'epoca del matrimonio, Adelaide aveva diciassette o diciotto anni (pochi anni più della figlia maggiore di Casimiro), mentre Casimiro ne aveva 31. Il matrimonio fu infelice e Casimiro iniziò a vivere separato da Adelaide subito dopo le nozze. Adelaide visse principalmente nel castello di Żarnowiec sul fiume Pilica e le viene attribuita la fondazione della chiesa parrocchiale.
Il loro matrimonio senza amore durò fino al 1356. Nel 1356 Casimiro si separò da Adelaide e contrasse un matrimonio morganatico con la sua amante, Krystyna Rokiczana, vedova di Mikulasz Rokiczani (citato anche come Miklusz, Mikuláš), un ricco mercante. La separazione di Casimiro da Adelaide non fu riconosciuta dalla Chiesa e fu considerata bigamo, il che lo mise in contrasto con il clero.
Casimiro continuò a vivere con Krystyna nonostante le lamentele di Papa Innocenzo VI a nome di Adelaide. Il matrimonio durò fino al 1363 o 1364, anno in cui Casimiro dichiarò nuovamente il divorzio. Non avevano figli. Il matrimonio con Adelaide fu annullato nel 1368. Poi Casimiro sposò la sua quarta moglie, Edvige di Żagań. Da questo matrimonio nacquero altre tre figlie.
Poiché Adelaide era ancora in vita e probabilmente anche Krystyna, anche il matrimonio con Edvige fu considerato bigamo. La legittimità delle ultime tre figlie fu contestata. Casimiro riuscì a far legittimare due delle sue figlie, Anna e Cunegonda, da papa Urbano V il 5 dicembre 1369. Edvige la minore venne legittimata da papa Gregorio XI il 1° ottobre 1371.

### Vita successiva
Dopo l'annullamento del suo matrimonio, Adelaide tornò a casa in Assia, dove trascorse il resto della sua vita.
Dopo la morte del suo ex marito, lottò per far valere i suoi diritti di proprietà. In questo caso intervenne presso Papa Gregorio XI. Il 26 maggio 1371 il Papa sollecitò il re Luigi a restituirle i suoi beni.

## Nella cultura popolare

### Film
La regina Adelaide è uno dei personaggi principali della seconda stagione della serie televisiva storica polacca Korona królów. 